# Giorgi Kotschoraschwili
Giorgi Kotschoraschwili (georgisch გიორგი ქოჩორაშვილი; englisch Giorgi Kochorashvili; * 29. Juni 1999 in Tiflis) ist ein georgischer Fußballspieler.

## Karriere

### Verein
Von der Akademie von Dinamo Tiflis ging Kotschoraschwili im Sommer 2015 in die Jugend von Iberia 1999 Tiflis über. Dort wurde er zur Saison 2017/18 ein fester Teil des Kaders der ersten Mannschaft. Nach einem ersten Ligaeinsatz am 23. Juli 2017 und einem weiteren kurz danach wurde er Ende August für den Rest der Saison zur U19 des FC Girona verliehen. Die Saison 2018/19 spielte er dann, ebenfalls auf Leihbasis, in der ersten Mannschaft des CF Peralada.
Im Juli 2019 verließ er endgültig seinen Jugendverein und schloss sich der UD Levante an, wo er nun Teil des Kaders der zweiten Mannschaft Atlético Levante wurde. Nach einigen Jahren in der dritten Liga rutschte er mit seiner Mannschaft aufgrund der Umstrukturierung der unteren spanischen Ligen in die vierte Liga ab. Sein Debüt in LaLiga hatte er am 12. Juli 2020, als er bei einer 1:2-Niederlage gegen Athletic Bilbao in der 89. Minute für Rubén Rochina eingewechselt wurde. In der Saison 2020/21 folgten drei Ligaeinsätze in der ersten Mannschaft. Im Sommer 2022 rückte er fest in den Kader der ersten Mannschaft auf, wurde jedoch direkt an CD Castellón verliehen. Seine erste volle Saison bei Levante war somit die Saison 2023/24, in der sein Team gerade in die zweite Liga abgestiegen war.

### Nationalmannschaft
Nach einem Freundschaftsspiel mit der U18 im April 2016 nahm Kotschoraschwili mit der U19 unter anderem an der Europameisterschaft 2017 teil und bestritt im Anschluss noch einige Partien mit der U21.
Sein Debüt im Trikot der A-Nationalmannschaft hatte er am 12. September 2023 bei einer 1:2-Niederlage gegen Norwegen in der Qualifikation für die Europameisterschaft 2024. Hier stand er in der Startelf und wurde in der 76. Minute für Ansor Mekwabischwili ausgewechselt.